# Grupo Excursionista y Deportivo Gerundense
El Grupo Excursionista y Deportivo Gerundense, también conocido como El Grupo o GEiEG (pronúnciese 'gec'), es una entidad cultural y deportiva de Gerona, fundada en 1919, bajo la presidencia de Josep Torra Mercadal. Nació con el objetivo de fomentar el excursionismo y el atletismo en la ciudad, convirtiéndose en uno de los motores de su vida social y cultural.
El GEiEG es la primera entidad de Cataluña dedicada al deporte base y amateur, es una de las primeras entidades en número de socios de Cataluña (16.300) y una de las entidades privadas sin ánimo de lucro del estado con mayor patrimonio.
En la actualidad, tiene 23 secciones deportivas: atletismo, baloncesto, verchas, coral , escuela deportiva, esquí, gimnasia artística, gimnasia rítmica y estética , halterofilia, balonmano, hockey sobre patines , judo, patinaje artístico, pesca, rugby, sardanas, squash, triatlón, deporte adaptado, tenis y waterpolo además de actividades de tenis de mesa, billar, escuela de fútbol y voleibol.

## Historia
Entidad deportiva y cultural de Gerona conocido popularmente como El Grup o por sus siglas GEiEG. Fue fundado en 1919, bajo la presidencia del fornellense Josep Torra Mercadal. Nació con la vocación de impulsar el excursionismo y el atletismo en la ciudad de Gerona y se ha convertido en uno de los motores de la vida social y cultural gerundense. Se empezaron a organizar salidas y excursiones, y en 1920 tuvo lugar la primera subida colectiva en Rocacorba (pueblo en el municipio de Canet d'Adri). Al mismo tiempo, se organizaron entrenamientos atléticos y carreras en el campo de Marte de la Devesa. En 1921 participó en el primer campeonato provincial de atletismo.
Ese mismo año se organizaron las primeras salidas ciclistas. El boletín recoge crónicas y artículos como los del farmacéutico, impresor y aficionado al excursionismo Joan Masó i Valentí. La Imprenta Masó, fundada por su padre, elaboró el Boletín del Grupo Excursionista Deportivo Gerundense durante los años treinta.
Destacó Jaume Janer, que participó en el Tour de Francia (1921). En 1922 se creó la sección de fútbol, muy activa hasta 1924, pero que con el paso de los años acabó languideciendo y desapareciendo durante la Guerra Civil. La sección de atletismo empezó a entrenarse en los terrenos de Vista Alegre y en 1926 se confirmó como la sección insignia del club, organizando el Campeonato de Cataluña. En 1926-27 se oficializó la sección de ciclismo y se crearon las secciones de ajedrez y de boxeo. En esta última destacó Pere Rich, campeón de España amateur. En 1930 la sección de excursionismo organizó el primer Aplec del Grup, encuentro festivo celebrado anualmente en algún punto cercano a Gerona. En la primera edición asistieron hasta 1.500 personas. Con el tiempo los montañeros del club coronaron numerosas cumbres de los Pirineos y de los Alpes. En 1933 la sección ciclista mejoró y algunos de sus miembros participaron en la Vuelta Ciclista a Cataluña. En los años treinta la sección de atletismo empezó a dar sus frutos; destacaron los velocistas Tomàs Colomer y Joan Duran, y el lanzador Albí Caselles. Por otra parte, en 1934 se crearon las secciones de baloncesto, deportes de nieve y la de natación y waterpolo, que nació gracias a la construcción de una piscina. En 1936 se creó la sección de hockey sobre patines.

## Las secciones después de la Guerra Civil
El Grupo fue refundado en 1941. Los entrenamientos de las diferentes secciones se trasladaron al estadio de la Dehesa de Gerona, que estuvo en funcionamiento entre 1944 y 1994. En 1945 se inauguró la pista de ceniza con la organización del Campeonato de España de atletismo. En aquella época destacaron el velocista y saltador Ferran Méndez, el saltador Lluís Giró, el lanzador Emili Mora y el marchador Albert Gurt. Después de un descenso, durante la década de 1960 y 1970 el atletismo gerundense se dinamizó. El estadio acogió los Juegos de la FISEC (1964), el Campeonato de Cataluña de atletismo (1969) y varios encuentros con selecciones internacionales. Destacaron atletas como Pere Aguadé, Teresa Salón, Julia Boza o Joan Briceño, pero especialmente Anna Maria Molina, que consiguió hasta veinticinco títulos de España entre 1967 y 1978. En los años ochenta, la sección de atletismo se había consolidado como una de las mejores de Cataluña. Desde entonces algunos de sus atletas participaron en campeonatos internacionales, como la olímpica Encarna Granados, José Luis Blanco, Imma Clopés, Jordi Mayoral, Luis Turón, Cristina Agustín, Ana Belén Martínez y Marc Magrans. En 2001 el club organizó nuevamente el Campeonato de Cataluña de atletismo en las instalaciones del Palau Sacosta. En 2009 también acogió el deporte adaptado.
La sección de natación y waterpolo tuvo un papel destacado cuando algunos de sus miembros impulsaron la primera travesía en el lago de Banyoles, organizada en 1944. En 1972 la sección construyó la primera piscina climatizada de la ciudad, ayudando a que el club llegara a la cifra de 20.000 socios. Anualmente organiza el Trofeo San Narciso. Algunos nadadores destacados son Miquel Suñer o Eduard Pérez. Por su parte, dispone de equipo masculino y femenino de waterpolo. El equipo femenino ha jugado varias temporadas en la división de honor estatal. La temporada 2011-12 ascendió de nuevo a esta categoría.
La sección de pesca fue fundada en 1949 y la de verdugos y petanca en 1953. Esta última participa en el Open de España, en la liga y campeonato catalán, y organiza el Torneo de Ferias y Fiestas de San Narciso y el Torneo Internacional de Bochas.
La sección de hockey sobre patines tuvo una gran actividad durante la década de 1940. Organizó la tercera Copa de España en 1946, y el equipo del GEiEG fue subcampeón de esta competición (1947, 1949). Algunos de sus jugadores fueron internacionales con la selección española. En 1965 la final de la Copa también fue organizada en las instalaciones del club. Después de muchos años en categorías de ámbito catalán, el primer equipo jugó de nuevo a división de honor estatal en las temporadas 2000-01, 2009-10 y 2010-11. En 2012 consiguió un nuevo ascenso a la máxima categoría. Organiza el torneo de hockey de base La Bola.
La sección de balonmano fue fundada en 1943 y participó en el primer Campeonato de España de balonmano a once (1944). Cuando la competición se transformó en balonmano a siete, el equipo pasó a jugar en competiciones catalanas o divisiones menores de ámbito estatal. La temporada 1980-81 quedó primer clasificado de la división de plata y subió a división de honor. Jugó las temporadas 1981-82 y 1982-83 en la máxima división estatal. El equipo conservó el amateurismo y fue entrenado por Modesto Molina. Modesto Molina subió el equipo, pero el que mantuvo durante dos temporadas el equipo en División de Honor fue Faustino Villamarín, ex internacional y exjugador del FC Barcelona. El Palacio Sacosta acogió dos finales de la Copa del Rey (1980, 1988) y el Torneo Internacional de España de balonmano (1984).
La sección de pesca fue fundada en 1949 y la de verdugos y petanca en 1953. Esta última participa en el Open de España, en la liga y campeonato catalán, y organiza el Torneo de Ferias y Fiestas de San Narciso y el Torneo Internacional de Bochas.
La sección de halterofilia fue fundada en 1959, impulsada por Joan Martínez, pionero de la halterofilia en la provincia de Gerona. En los años noventa destacó Josep Lluís Martínez, que participó en los Juegos Olímpicos de Seúl (1988) y en los Juegos Olímpicos de Barcelona (1992). Posteriormente sobresalió Santiago Martínez, que obtuvo numerosos éxitos internacionales y que participó en los Juegos Olímpicos de Atenas (2004), y Sergi Martínez, que ganó el Campeonato de España de su categoría en diez ocasiones. La sección organiza el Trofeo Internacional Ciudad de Gerona y el Trofeo Joan Martínez. El complejo deportivo de Sant Narcís ha acogido varias ediciones del Campeonato de Cataluña de halterofilia.
En 1968 se fundó la sección de judo. Sus equipos compiten a nivel catalán y estatal. En la actualidad es dirigida por Pedro Carpintero Muñoz de la Peña, medallista en diversas competiciones internacionales.
La sección de rugby fue fundada en 1971. El equipo sénior masculino compite habitualmente en la máxima categoría de Cataluña, aunque la temporada 2011-12 ascendió a primera división estatal. Ha ganado la Copa Catalana (1996), la Liga de primera división catalana (1989, 1991, 1997, 1999, 2005, 2007) y el Circuit Seven's de Cataluña (2006). También participa en competiciones como el Torneo Eix Transversal y el Torneo 4 Barres. El equipo femenino ha jugado varias temporadas en división de honor estatal, categoría en la que competía la temporada 2011-12. Algunas jugadoras como Laura Lladó, Julia Pla, Marta Cabané, Elisabeth Martínez, Marina Cabré han participado en competiciones internacionales con la selección española.
En 1972 se creó la sección de tenis, en 1975 la escuela deportiva y en 1979 la sección de gimnasia.
En 1981 se incorporó la gimnasia artística y la rítmica. Algunas de sus integrantes participan en competiciones de ámbito estatal. En 2010 el pabellón Lluís Bachs acogió la sexta edición del Campeonato de España de gimnasia estética de grupo.
Al final de la década de 1980 se crea la sección de patinaje y en 2006 se incorporó el pádel y dentro de la escuela deportiva se creó la escuela de fútbol.
También tiene escuela de natación y tenis, organiza actividades escolares, torneos sociales y ofrece a los socios actividades dirigidas como aeróbic, actividades acuáticas. Actualmente, desde septiembre, el tenis de mesa se vuelve a realizar como actividad.
La sección de montaña sigue organizando excursiones, travesías, ascensiones, y practicando la escalada, el esquí de montaña y la bicicleta de montaña. Organiza la carrera de BTT-O Road Book Popular de las Gavarres. Algunas de las secciones que desaparecieron del club con el paso del tiempo fueron la de boxeo, en la que Emili Mora fue campeón de España amateur de los pesos pesados en los años cuarenta, o la de ciclismo, que durante treinta años organizó la Subida Ciclista a los Ángeles. Otras actividades que también se practicaron puntualmente fueron el hockey sobre hierba, el motociclismo, la pelota, el tenis de mesa, el remo y la vela.
Finalmente, el voleibol entró a formar parte del conjunto de deportes practicados en el GEiEG, con un vínculo con la Club Voleibol AVAP de Gerona, en 2023.

## El Centenario
En 2019 se conmemoró el centario de esta entidad gerundense. Entre otros eventos, se publicó un libro sobre el GEiEG y Gerona, coordinado por Joaquim Nadal, exalcalde de la ciudad: El GEiEG y Girona, Girona y el GEiEG.

## Sociocultural
En el aspecto sociocultural, el club organiza numerosos eventos. Entre los más destacados de carácter deportivo se encuentra la Fiesta del Pedal, celebrada desde 1942, y la Subida a Pie a los Ángeles, carrera pedestre organizada por primera vez en 1964, y que tiene como punto final el Santuario de la Virgen de los Ángeles.
Además, el GEiEG organiza anualmente el Lleuresport, un parque de actividades del período navideño para los niños. Esta actividad tiene lugar en el Complejo de San Narciso.

## Secciones deportivas y culturales
Entre paréntesis las fechas de fundación de las secciones
- Atletismo (1920)
- Baloncesto (1934)
- Verdugos (1953)
- Coral (1947)
- Escuela deportiva (1975)
- Esquí (1934)
- Gimnasia rítmica (1979)
- Gimnasia artística (1981)
- Halterofilia (1959)
- Balonmano (1943)
- Hockey patines (1936)
- Judo (1968)
- Montañismo (1919)
- Natación y waterpolo (1934)
- Pádel
- Patinaje artístico (finales de los años 80)
- Pesca (1949)
- Rugby (1971)
- Rugby a 13 (2009)
- Sardanas (1947)
- Tenis (1972)
- Fútbol (2007)
- Triatlón (2017)
- Voleibol (2023)

## Instalaciones

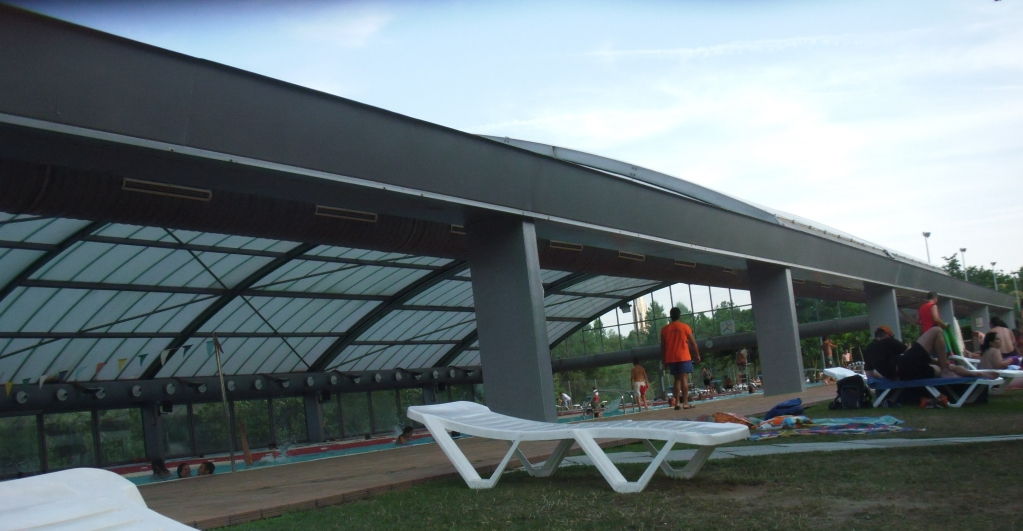
Piscina exterior del complejo de Sant Ponç

- Complejo deportivo Sant Ponç (Gerona): Se puso en funcionamiento en 1970. Cuenta con una piscina olímpica de 50m y otra piscina de 25 metros, ambas climatizadas, zona lúdico-termal, espacio para verdugos, gimnasio, pistas de squash, tenis y pádel además de un campo de césped artificial y una pista polideportiva.
- Complejo deportivo Sant Narcís (Gerona): Hay también la sede social y el punto de atención al socio. La primera piedra se puso el 4/11/1973.[15] Se inauguró en 1975 y cuenta con dos piscinas al aire libre, 2 pistas de tenis quick, frontón, pabellón Lluís Bachs deportivo con capacidad para 1000 personas, sala de spinning, sala fitness polivalente, 3 pistas polideportivas cubiertas, una pista polideportiva exterior, un gimnasio de halterofilia, y un gimnasio de judo. Actualmente ubica todos los servicios administrativos de la entidad.[16]
- Complejo deportivo Palau Sacosta (Gerona): En 1988 se colocó la primera piedra. En este complejo se encuentra el estadio de atletismo, con una grada para 900 personas, un campo de fútbol 11 de césped natural, un campo de fútbol 7 de césped artificial, un campo de fútbol 5 también de césped artificial, un campo de rugby de césped natural, un bos con circuito de footing, 3 pistas de tenis de tierra batida, 1 pista de tenis greenset, un rocódromo, tenis de mesa, casita de madera, barbacoa, salas polivalentes y billar. Refugio de San Miguel de Castellón en la sierra de Llancers (Hostalets de Bas): Inaugurado en 1974 es el refugio de montaña de la entidad con capacidad para 20 personas.
- Antiguamente la sede social había estado en la plaza del Vino, 7, principal de Gerona. En 2009 las oficinas se trasladaron provisionalmente al Complejo de Palau debido a un derrumbe estructural de la planta superior del edificio. Actualmente (2023) la sede social y el punto de atención al socio están en el complejo deportivo de Sant Narcís.[17]

## Premios recibidos[18]
- 1947 COPA STADIUM, máxima mención a la entidad deportiva concedida por la Delegación Nacional de Deportes
- 1952 MEDALLA DE ORO DE LA CIUDAD DE GERONA, concedida por el Ayuntamiento de Gerona por la labor social y deportiva
- 1960 MEDALLA DE ORO DE LA DIPUTACIÓN DE GERONA, concedida por la Diputación de Gerona por su labor social y deportiva
- 1994 CRUZ DE SANT JORDI, concedida por la Generalidad de Cataluña con motivo del 75 aniversario de la fundación del GEiEG
- 1995 DISTINCIÓN ATHENEA, otorgada por el Ayuntamiento de Gerona en reconocimiento a los 75 años de promoción del deporte y su implicación con la ciudad
- 2000 ENTIDAD DE UTILIDAD PÚBLICA, otorgada por el Consejo Superior de Deportes por los méritos deportivos, socioculturales y populares
- 2002 PREMIO CATALUÑA A LA GESTIÓN EN EL DEPORTE otorgado por la Generalidad de Cataluña al club deportivo con más méritos en su gestión
- 2002 PREMIO IMPORTANTE DEL TURISMO, concedido por Barcelona Turismo y Skal Club a personas y entidades que promueven la actividad turística
- 2004 PREMIO ESPECIAL AÑO EUROPEO DE LA EDUCACIÓN EN EL DEPORTE, otorgando por la Generalidad de Cataluña a la mejor propuesta capaz de concienciar del papel fundamental que tiene el deporte para el desarrollo de la personalidad y las capacidades sociales
- 2005 MENCIÓN POR EQUIPOS DE LOS V PREMIOS FAIR PLAY, otorgados por la Fundación Brafa a los modelos para la juventud
- 2007 PREMIO DESTINO GERONA, otorgados por la Asociación de Hostelería de Gerona por su difusión de Gerona en el campo del deporte y por el apoyo al deporte base gerundense.
- 2015 CERTIFICADO DESTINO TURÍSTICO DEPORTIVO, entregado por la Agencia Catalana de Turismo de la Generalidad de Cataluña.
- 2015 Premio Mejor Dirigente del Deporte
- 2019 Premio Generalitat al Centenario
- 2019 Premio del COE al Centenario
- 2019 Premio de los Ateneos al Centenario